# Марышев, Антон Сергеевич
Антон Сергеевич Марышев (род. 28 декабря 2004, Череповец, Вологодская область) — российский хоккеист, защитник.

## Биография
Воспитанник череповецкой «Северстали», в сезоне 2020/21 дебютировал в команде НМХЛ «Металлург» Череповец, со следующего сезона — игрок команды МХЛ «Алмаз». 5 декабря 2022 года был обменян в московский «Спартак» и стал выступать за МХК «Спартак» в МХЛ; по несколько матчей в сезоне проводил за воскресенский «Химик» в ВХЛ. 7 сентября 2024 года в домашнем матче с «Сочи» (1:2 Б) дебютировал в составе «Спартака» в КХЛ. 24 мая 2025 года вместе с МХК «Спартак» стал обладателем Кубка Харламова.

## Достижения
- Обладатель Кубка Харламова: 2025